# Aelfgar
Aelfgar (overleden 1062) was een belangrijke Engelse edelman, earl van Mercia.
Aelfgar was de zoon van Leofric, earl van Mercia, en Godgifu, beter bekend als Lady Godiva. In 1051, toen Godwin en zijn familie verbannen werden, volgde Aelfgar Harold Godwinson op als earl van East Anglia. Het volgende jaar moest hij het alweer afstaan aan Harold, maar toen Godwin in 1053 stierf, volgde Harold hem op als earl van Wessex, en werd Aelfgar opnieuw earl van East Anglia.
In 1055 werd Aelfgar verbannen op verdenking van verraad, vermoedelijk onterecht. Aelfgar vluchtte naar Ierland, waar hij een vloot van 18 schepen verzamelde, en daarmee naar Wales toog, waar hij gemene zaak maakte met koning Gruffudd ap Llywelyn. Samen vielen ze Herefordshire aan en verjoegen earl Ralph the Timid. Harold Godwinson trok tegen hen op, maar het kwam niet tot een treffen, en de partijen besloten tot een vrede waarbij Aelfgar zijn graafschap terugkreeg.
In 1057 overleed Leofric, Aelfgars vader, en Aelfgar volgde hem op als earl van Mercia, terwijl East Anglia in handen kwam van Harolds broer Gyrth. Waarschijnlijk als tegenwicht tegen de macht van de Godwin-clan (naast Harold en Gyrth waren ook Leofwine (Kent) en Tostig (Northumbria) earl) liet Aelfgar zijn dochter Ealdgyth trouwen met Gruffudd ap Llywelyn. Hij werd opnieuw verbannen, maar keerde korte tijd later weer terug, met hulp van (opnieuw) Gruffudd en een Noorse vloot.
Aelfgar overleed waarschijnlijk in 1062. Hij werd opgevolgd door zijn zoon Edwin.
Aelfgars vrouw heette Aelgifu; er zijn vier kinderen bekend:
- Burgheard, overleden nabij Reims in 1061 op terugweg van een bezoek aan Rome
- Edwin, earl van Mercia
- Morcar, earl van Northumbria
- Ealdgyth, getrouwd met Gruffudd ap Llywelyn van Gwynedd en later met Harold II van Engeland (Harold Godwinson)

## Voetnoten
1. ↑  Er wordt ook wel aangenomen dat Aelfgar een zoon van een eerdere vrouw van Leofric was, en Godgifu dus niet zijn moeder maar zijn stiefmoeder.